# Данилевская, Розалия Григорьевна
Розалия Григорьевна Даниле́вская (1888—1953) — русская и советская актриса.

## Биография
Родилась 23 августа (4 сентября) 1888 года в Каинске (ныне Куйбышев, Новосибирская область).
Сценическую деятельность начала в 1908 году в Красноярском театре. В 1909—1929 годах работала в театрах Ставрополя, Саратова, Нижнего Новгорода, Тулы, Москвы, Киева, Орла, Курска.
В 1929—1941 годах и с 1943 года — актриса Воронежского драматического театра.
В 1941—1943 годах — артистка Куйбышевского драматического театра.
Вела военно-шефскую работу, выступала как чтец-декламатор.
Умерла 9 мая 1953 года. Похоронена в Воронеже на Коминтерновском кладбище.
Муж — Сергей Оскарович Вольф, театральный режиссёр.

## Признание
- заслуженная артистка РСФСР (1935)

## Роли в театре
- «Овод» Э. Л. Войнич — Юлия Бертон
- «Женитьба Фигаро» Бомарше — Марселина
- «Любовь Яровая» К. А. Тренёва — Любовь Яровая
- «Нашествие» Л. М. Леонова — Нянька
- «Ревизор» Н. В. Гоголя — Анна Андреевна
- «Доходное место» А. Н. Островского — Фелисата Герасимовна Кукушкина
- «Гроза» А. Н. Островского — Марфа Игнатьевна Кабанова
- «Без вины виноватые» А. Н. Островского — Елена Ивановна Кручинина
- «Бешеные деньги» А. Н. Островского — Надежда Антоновна Чебоксарова
- «Бесприданница» А. Н. Островского — Харита Игнатьевна Огудалова
- «На дне» М. Горького — Василиса
- «Дети солнца» М. Горького — Меланья
- «Последние» М. Горького — Софья
- «Егор Булычов и другие» М. Горького — Игуменья
- «Васса Железнова» М. Горького — Васса Борисовна Железнова
- «Ромео и Джульетта» Шекспира — Кормилица
- «Вишнёвый сад» А. П. Чехова — Любовь Андреевна Раневская
- «Живой труп» Л. Н. Толстого — Анна Павловна
- «Московский характер» А. В. Софронова — Ольга Ивановна Северова
- «Молодая гвардия» А. А. Фадеева — Бабушка